# Dow Jones & Company
Dow Jones & Company is een Amerikaans uitgeverij- en financieel informatieconcern. Met de benaming Dow Jones wordt vaak ook verwezen naar de bekendste beursindex van Dow Jones & Company, de Dow Jones Industrial Average.

## Geschiedenis
Het bedrijf is in 1882 opgericht door drie journalisten: Charles Dow, Edward Jones en Charles Bergstresser. Het was een beursgenoteerd bedrijf, maar werd gecontroleerd door een welvarende familie, in dit geval door de Bancroft-familie.
In 2007 werd het overgenomen door News Corporation voor 5,3 miljard dollar. Het bedrijf is hierdoor een onderdeel het mediaconglomeraat van Rupert Murdoch geworden. De beursnotering werd gestaakt.
In juli 2012 werden de activiteiten met betrekking tot de beursindices samengevoegd met die van Standard & Poor's. The twee zijn samen verder gegaan als S&P Dow Jones Indices.
In 2013 werd de Dow Jones & Company ondergebracht in een nieuw bedrijf, News Corp.

## Activiteiten
Dow Jones is een wereldwijde leverancier van financiële informatie. Het wordt verspreid op alle mogelijke manieren waaronder, kranten, bladen, websites op computers en tablets, databanken en podcasts. Enkele bekende producten zijn: The Wall Street Journal, Factiva, Dow Jones Risk & Compliance, Dow Jones Newswires, Barron's en MarketWatch. De inkomsten bestaan voor driekwart uit abonnementen en een kwart is afkomstig van advertenties.
Als onderdeel van News Corp heeft Dow Jones ook een gebroken boekjaar dat stopt per 30 juni.

## Bezittingen
De belangrijkste bezittingen van het bedrijf zijn:

### Kranten en tijdschriften
- The Wall Street Journal
- The Wall Street Journal Europe
- The Wall Street Journal Special Editions
- The Asian Wall Street Journal
- Barron's Magazine
- SmartMoney

### Beursindices
- Dow Jones Composite Average
- Dow Jones Global Titans
- Dow Jones Industrial Average (DJIA, Dow Jones 30 of gewoon simpel The Dow)
- Dow Jones Sustainability Index
- Dow Jones Transportation Average
- Dow Jones Utility Average
- Dow Jones U.S. Large Cap Growth
- Dow Jones U.S. Large Cap Value
- Dow Jones U.S. Small Cap Growth
- Dow Jones U.S. Small Cap Value
- Dow Jones Wilshire 5000 Total Market Index
- Global Dow

Zie voor meer bezittingen de lijst van bezittingen van News Corp.